# KD Slovan
KD Geoplin Slovan, vollständig Košarkarsko društvo Geoplin Slovan, ist ein slowenischer Basketballverein aus Ljubljana.
Man spielt zurzeit in der ersten slowenischen Liga.